# پارونا
پارونا (به ایتالیایی: Parona) یک کومونه در ایتالیا است که در استان پاویا واقع شده‌است. پارونا ۹٫۳ کیلومتر مربع مساحت و ۱٬۷۹۳ نفر جمعیت دارد و ۱۱۳ متر بالاتر از سطح دریا واقع شده‌است.